# خامودی
| M12 | A | m | w | d · Z4 |

| M12 | A | m | w | d · Z4 |

| N5 | n · M3 | i | i |

| N5 | n · M3 | i | i |

خامودی واپسین فرعون هیکسوسی دودمان پانزدهم مصر بود که در منطقه شمالی این کشور فرمانروایی می‌کرد.
به باور مصرشناسان او برای ۱۱ سال فرمانروایی کرد چرا که این تاریخ در پاپیروس ریند در حالی ذکر شده که اشاره به "فرمانروایی از جنوب" که به گمانی اهمسه بوده نیز آورده شده‌است.
باور بر این است که اهموسه شاه هیکسوسی را در هجده یا نوزده سالگیش شکست داد. این از روی نگاره‌ای در تورا که نشان از پیشکش آورده شدن قوچ‌ها از سوی کنعانیان دارد و در ۲۲امین سال فرمانروایی اهموسه کشیده شده، دانسته می‌شود. از آنجا که این پیشکش آوردن می‌توانسته تنها پس از محاصرهٔ ۳ سالهٔ شهر کنعانی شاروهن و سپس از سقوط آن اندک مدتی پس از سقوط اواریس اتفاق بیفتد؛ می‌توان نتیجه گرفت که دوران حکمرانی خامودی باید در سال ۱۸ یا ۱۹ام فرمانروایی ۲۵ سالهٔ اهموسه اتفاق افتاده باشد.
هیکسوس‌ها مردمانی آسیایی و بیگانه بودند که با ظهور اهموسه از تبس از مصر رانده شدند.